# 1548 az irodalomban
Az 1548. év az irodalomban.

## Események
- Franciaországban megtiltják a misztériumjátékok előadását

## Új művek
- Loyolai Szent Ignác Exercitia spiritualia (Lelkigyakorlatok) című munkájának első kiadása.
- Stockholmban megjelenik Mikael Agricola Biblia-fordítása, az első finn nyelvű Újszövetség: Se Wsi Testamenti (mai finn nyelven: Uusi Testamentti).

## Születések

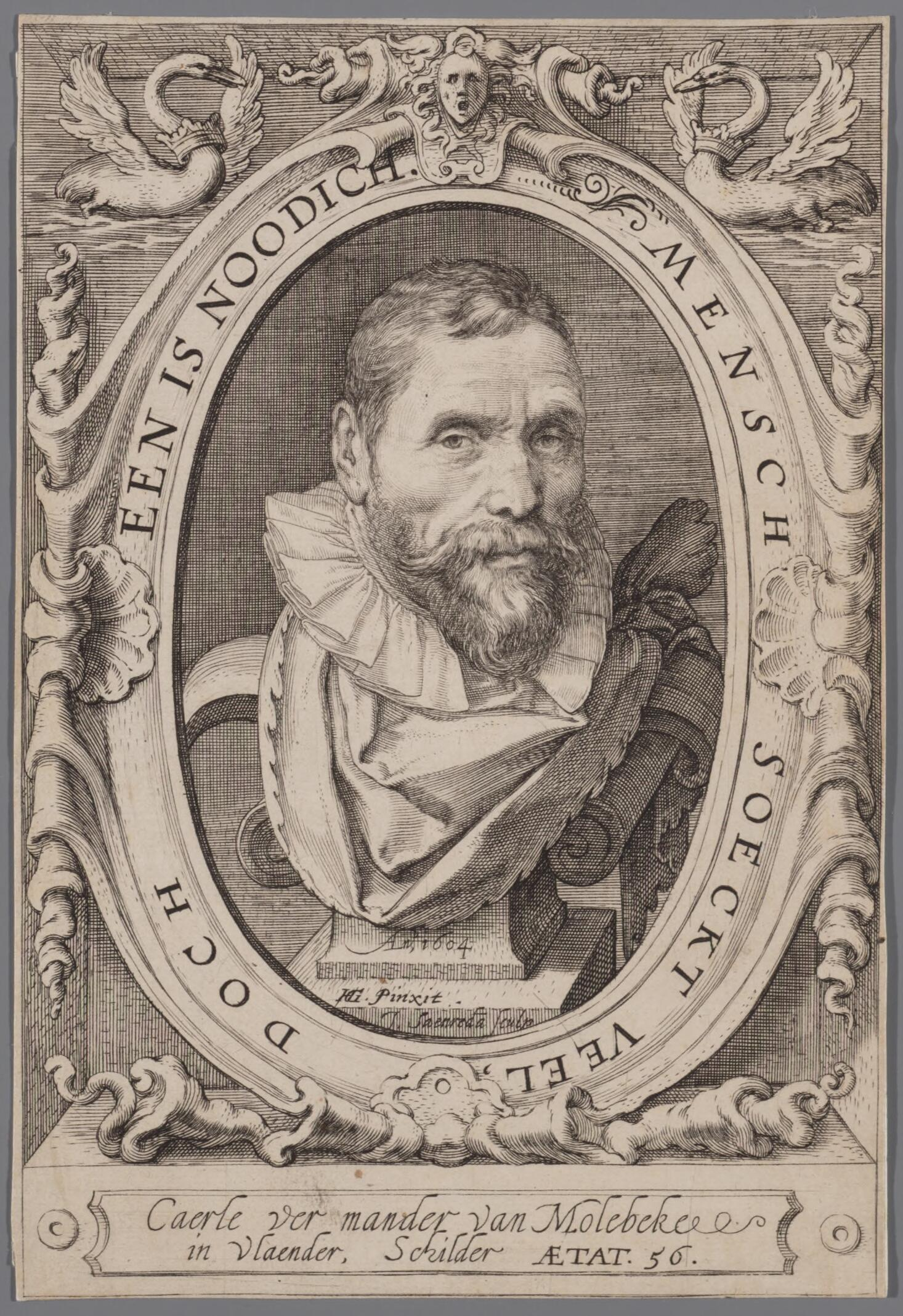
Karel van Mander

- május – Karel van Mander németalföldi költő, író, festő († 1606)
- december 4. – Bogáthi Fazekas Miklós unitárius lelkész, költő; a teljes zsoltárkönyvet elsőként ültette át verses alakban magyarra († 1590-es évek)
- 1548 – Gonzalo Argote de Molina spanyol író, genealógus, történész, régiségbúvár († 1596)

## Halálozások
- október 27. – Johannes Dantiscus (lengyelül: Jan Dantyszek) lengyel humanista, diplomata, Chełmno püspöke, főként latin nyelven író reneszánsz költő (* 1485)